# Yara Martinez
Yara Martinez (ur. 31 sierpnia 1979 w Portoryko) – amerykańska aktorka kubańskiego pochodzenia, która wystąpiła m.in. w serialach The Tick, Jane the Virgin i Detektyw.

## Filmografia

### Filmy
| Rok  | Tytuł                | Rola               | Uwagi       |
| ---- | -------------------- | ------------------ | ----------- |
| 2007 | Autostopowicz        | Beth               |             |
| 2017 | Last Night in Rozzie | Pattie Ortiz       | krótkometr. |
| 2019 | Huracán              | Isabela Villalobos |             |

### Telewizja
| Rok           | Tytuł                                | Rola                  | Uwagi               |
| ------------- | ------------------------------------ | --------------------- | ------------------- |
| 2006          | Faceless                             | Mari Reynosa          | film TV             |
| 2006          | U nas w Filadelfii                   | Kelly                 | 1 odc.              |
| 2006          | Zagniniona                           | Ava Herrera           | 4 odc.              |
| 2007          | Jednostka                            | Annie                 | 7 odc.              |
| 2008          | Ostry dyżur                          | Mia                   | 1 odc.              |
| 2008          | The Apostles                         | Erin McBride          | pilot serii         |
| 2008          | Spaced                               | Vivienne              | pilot serii         |
| 2009          | Boldly Going Nowhere                 | Ruby                  | pilot serii         |
| 2010          | CSI: Kryminalne zagadki Nowego Jorku | Lisa Brigosa          | 1 odc.              |
| 2010          | Chase                                | Karen Nelson          | 1 odc.              |
| 2010          | A Walk in My Shoes                   | Molly                 | film TV             |
| 2009–11       | Southland                            | Mariella Moretta      | 7 odc.              |
| 2011          | Prawo i porządek: Los Angeles        | Soledad Alvarado      | 1 odc.              |
| 2011–12       | Breakout Kings                       | Marisol               | 3 odc.              |
| 2012          | W sercu Hollywood                    | Kelly                 | w gł. obs., 56 odc. |
| 2013          | Nashville                            | Carmen Gonzalez       | 2 odc.              |
| 2012–13       | The Lying Game                       | Theresa Lopez         | 10 odc.             |
| 2013          | Zabójcze umysły                      | Tara Rios             | 1 odc.              |
| 2013–2014     | Alpha House                          | Adriana de Portago    | w gł. obsadzie      |
| 2013          | Hawaii Five-0                        | Lyla Simmons          | 1 odc.              |
| 2013          | Nie ma lekko                         |                       | 1 odc.              |
| 2014–2019     | Jane the Virgin                      | dr Luisa Alver        | 44 odc.             |
| 2015          | Detektyw                             | Felicia               | 6 odc.              |
| 2016          | Rosewood                             | Julia Delgado         | 1 odc.              |
| 2016, 2018–20 | Bull                                 | Isabella "Izzy" Colón | 6 odc.              |
| 2016-2019     | The Tick                             | panna Lint            | w gł. obsadzie      |
| 2018          | Tacy jesteśmy                        | Amber Rivas           | 1 odc.              |
| 2020          | Deputy                               | dr Paula Reyes        | w gł. obsadzie      |